# Скотный двор (мультфильм, 1955)
«Скотный двор» (англ. Animal Farm, в другом переводе «Звероферма») — британский мультипликационный фильм 1955 года, снятый по одноимённой повести Джорджа Оруэлла.
Создание мультфильма было спонсировано ЦРУ.

## Сюжет
Сюжет мультфильма в целом совпадает с сюжетом повести. «Усадьба» (англ. Manor Farm) — бывшая процветающая ферма, пережившая тяжёлые времена, но страдающая от теперь уже неэффективного руководства агрессивного и пьяного владельца мистера Джонса. Однажды ночью Старый Боров, призовая свинья и второе по возрасту животное на ферме, созывает всех животных на ферме на встречу, где он осуждает жестокое обращение с ними и несчастья при Джонсе, поощряя животных выгнать его, в то же время подчёркивая, что они должны оставаться верными своим убеждениям после того, как обретут свободу. Также он обучает животных революционной песне «Твари Англии», прежде чем к их ужасу рухнуть замертво в середине песни.
На следующее утро мистер Джонс забывает покормить животных завтраком, и они решают ворваться в его склад, чтобы помочь себе. Мистер Джонс просыпается и начинает угрожать им своим кнутом, но животные восстают и прогоняют его с фермы, в конце переименовав её в «Скотный двор». Несколько знакомых Джонса в окрестной деревне выступают против них, но после ожесточённой битвы их отбрасывают. Животные начинают уничтожать все следы влияния фермера, начиная с оружия, применённого против них. Последующее исследование фермерского дома заставляет их отказаться от проживания в нём, хотя одна из головных свиней, антагонистический беркширский кабан по имени Наполеон, проявляет интерес к заброшенному дому. Он находит помёт щенков, оставшихся без матери, и начинает их выращивать в частном порядке.
Заповеди анимализма написаны на стене сарая, чтобы проиллюстрировать законы их сообщества. Самой важной заповедью является последняя, которая гласит: «Все животные равны». Под руководством белого поросёнка Снежка, все животные работают, но рабочая лошадка Боксер и его друг-осел Бенджамин, который также является главным героем фильма, приложили дополнительные усилия. Тем временем Снежок учит животных читать, писать и считать. Еды становится больше, и ферма работает без сбоев. Свиньи занимают руководящие должности и откладывают специальные продукты питания «в силу своего умственного труда».
С наступлением зимы Снежок объявляет о своей идее ветряной мельницы для снабжения фермы электроэнергией, в то время как Наполеон выступает против неё. Когда Снежок демонстративно клянется сократить рабочие дни животных, Наполеон натравливает своих собак на Снежка и те убивают его. Впоследствии Наполеон объявляет Снежка предателем и делает себя новым лидером вместе с Визгуном в качестве своего пропагандиста, и вносит изменения. Встречи больше не будут проводиться, вместо этого он будет принимать решения. Со временем животные начинают работать усерднее из-за обещания Наполеона облегчить жизнь после завершения строительства ветряной мельницы.
За это время свиньи тоже решают изменить свои законы. «Никто из животных не должен спать в кровати» заменено на «Никто из животных не должен спать в кровати с простынёй», когда обнаруживается, что свиньи спят в старом фермерском доме. Вскоре жадность Наполеона заставляет его договориться с местным торговцем по имени мистер Уимпер о поставках как желе, так и джема. Цена указана за все куриные яйца. Когда куры узнают об этом, они вспоминают одно из высказываний Старого Борова, в котором говорилось, что у них никогда не будут отнимать их яйца, и руководствуясь этим, они пытаются восстать, бросая свои яйца в свиней во время попытки насильственного захвата. Чтобы внушить страх, Наполеон устраивает «суд», на котором овца и утка присоединяются к курицам, обвиненным в предательстве. Их выводят на улицу и убивают собаки, используя их кровь, чтобы добавить слова «без причины» в конец заповеди «Никакое животное не должно убивать другое животное». Наполеон слышит, как животные поют песню «Твари Англии» и заявляет, что революция завершена и мечта о животноводческой ферме осуществилась, эта песня уже не нужна и потому отныне запрещена. И затем объявляет, что всякого, кто поёт эту песню, ждёт смертная казнь.
Торговля Уимпера со скотным двором процветает и приносит ему колоссальный доход, что замечают собутыльники Джонса и остальные присутствующие в баре «Красный Лев». Обуянные завистью к финансовому успеху Уимпера, враждебная группа пиратов-фермеров нападает на скотный двор. Мистер Джонс, которого избегают из-за его неудач и пьянства, использует динамит, чтобы взорвать ветряную мельницу и тем самым насолить скотному двору. Хотя животные выигрывают битву, победа даётся им ценой больших потерь, и у Боксера ранена нога. Боксер продолжает работать над восстановлением ветряной мельницы, пока однажды ночью не падает в обморок от воздействия раны. Наполеон отправляет фургон, чтобы увезти Боксера, в котором Бенджамин узнает «фургон смерти» с клеевого завода Уимпера. Бенджамин и остальные его товарищи пытаются остановить фургон и спасти Боксера, но тщетно. После того, как Боксера увезли, Наполеону и свиньям тайно доставляется запас алкоголя. В то же время Визгун произносит фальшивую речь, утверждая, что был рядом с Боксером на его смертном одре, и заявляет, что его последние слова были для прославления Наполеона. Расстроенные животные видят пропаганду и осознают, насколько тираническим стал Наполеон, особое недовольство выражает Бенджамин, но рычащие собаки отгоняют их, прежде чем что-либо может быть сделано. В ту ночь свиньи поднимают тосты в память о Боксере, потребляя виски, которые они купили за его жизнь.
Проходят годы, и Наполеон, воспитывая своих собратьев-свиней, превратил соседние фермы в предприятия, создав по сути свою собственную цивилизацию. Свиньи начинают напоминать людей, поскольку они ходят прямо, носят кнуты, употребляют алкоголь и носят одежду. Заповеди сводятся к одной фразе: «Все животные равны, но некоторые равнее других». Это изменение, наконец, побуждает угнетенных животных с близлежащих ферм собираться на скотном дворе, чтобы решить свое будущее. Наполеон устраивает званый ужин для делегации свиней с отдалённой фермы, которые поздравляют его с тем, что у него самые трудолюбивые и наименее потребляющие животные в стране. Наполеон провозглашает тост за будущее, в котором свиньи владеют и работают на фермах повсюду. Бенджамин, подслушивая разговор, на короткое время воображает, что все свиньи приняли облик мистера Джонса.
Понимая, что их жизненное положение даже хуже, чем было до революции, животные штурмуют фермерский дом, чтобы свергнуть Наполеона, мстя за смерть Снежка, Боксера и своих соотечественников. Наполеон пытается вызвать своих сторожевых собак, но они слишком пьяны, чтобы отвечать на зов, а свиньи слишком напуганы, чтобы противостоять вторгающейся орде. Животные насмерть топчут Наполеона и свиней, освобождая ферму от тирании, а Бенджамин стоит в мрачном триумфе во главе восставших.

## Отличия от оригинальной повести
Ослик Бенджамин объединил в себе двух персонажей: упряжную лошадь Кловер и оригинального осла, олицетворявшего интеллигенцию. Вырезан ручной ворон бывшего хозяина фермы Мозус, олицетворявший религию (он появляется, но только в начальных кадрах, и никакой роли не играет). Также отсутствует лошадь Молли, в оригинальном произведении игравшая роль беглой аристократии. Нет и козы Мюриэль, вместо трёх собак в начале показана только одна (она гибнет по вине Джонса, и Наполеон берёт её щенков на воспитание). Мистера Фредерика и мистера Калмингтона в мультфильме также нет, есть только абстрактная толпа фермеров, дважды пытавшаяся захватить Скотный Двор, но ни один из них по имени не назван. Работники и жена мистера Джонса также не появляются.
В повести хряк Снежок, олицетворявший Троцкого, сбежал и, по слухам, скрылся на соседней ферме, а в мультфильме его убили псы, олицетворявшие НКВД.
Ветряную мельницу взрывают не люди мистера Фредерика, а сам мистер Джонс, желающий хоть чем-то насолить навсегда потерянной для него ферме. При этом о его дальнейшей судьбе в фильме ничего не говорится, в книге же он умирает в изгнании.
Конец мультфильма серьёзно исправлен: животные, узнав о том, что свиньи нарушили заповеди революции, в итоге восстают против узурпатора Наполеона и его приближённых, давая зрителю надежду, что на скотном дворе ещё не всё потеряно. Также в конце мультфильма в гости к Наполеону и остальным свиньям приехали свиньи с другой фермы, в конце повести — люди.